# Juan Carlos Acevedo Ramos
Juan Carlos Acevedo Ramos (Manizales, Colombia; 1973) es un poeta, ensayista y periodista cultural colombiano.

## Trayectoria
Colaborador permanente del dominical Papel Salmón del diario La Patria en Manizales y colaborador ocasional de revistas como Semana, Luna de Locos, Luna Nueva, Clave y de los periódicos Quehacer Cultural, Diario del Otún y Crónica del Quindío.  Administra el blog literario Santos Oficios.
- Durante varios años participó como asistente al taller de poesía en la fundación “casa de poesia Fernando Mejía Mejía” de Manizales 
Dirigido por el poeta Floblert Zapata y posteriormente se convirtió en tallerista de dicha fundación donde inició su trasegar en la poesía.

## Obra
Sus poemas forman parte de:
- El Amplio Jardín. Antología de poesía colombiana y uruguaya. (Embajada de Colombia en Uruguay. Ministerio de Educación del Uruguay. 2005)
- 12 Poetas Colombianos. Punto de Partida. (Universidad Autónoma de México. 2007)
- Antología de Poesía Contemporánea. México y Colombia. (Cangrejo Editores. 2011)
- Orizont Literar Contemporan. Rumania. (Rumania. 2014)
- Alhucema 32. Revista de Poesía y Teatro. (España. 2015)

También se encuentran en las antologías de poesía colombiana:
- La idea que verdece (Editorial Cuadernos negros. Armenia 2014.)
- El rayo que no cesa. Antología poética. (Ediciones Cuervo de Papel. Bogotá 2013)
- Vive la Poesía. Poetas en la Uceva. (Universidad Central del Valle. Colección Cantarana. 2011)
- Poetas en el Equinoccio. (Fundación Sartapalabras. Pereira 2011).
- Panorama Virtual de la Nueva Poesía Colombiana (Corporación Ulrika y Ministerio de Cultura de Colombia. 2009)
- La música callada, la soledad sonora. (Fundación Orlando Sierra Hernández. Panamericana 2008)
- Descanse en Paz la Guerra (Casa de Poesía Silva. Bogotá 2003)
- Inventario a Contra Luz (Arango Editores. Bogotá 2001)
- Nuevas Voces para Fin de Siglo (Epsilon Editores. Bogotá 1999).

Ha publicado los libros de poesía:
- Palabras en el purgatorio (Colección Lyrica Species 1999).
- Palabras de la Tribu (Editorial Manigraf, 2001).
- Los Amigos Arden en las Manos (Editorial Universidad de Caldas, 2010)
- Noticias del tercer Mundo (Editorial Caza de Libros 2010).
- Todos sabemos que el poeta es un fantasma (Colección Tulio Bayer 2012)
- Los huéspedes secretos. (UCEVA 2014)
- Bitácora de ciudad. Crónicas. (Editorial Manigraf 2014).

## Premios
Ha obtenido los Premios Nacionales de Poesía “Descanse en Paz la Guerra” Casa de Poesía Silva y el VI Premio de Poesía Carlos Héctor Trejos. 
En 2015 fue finalista el Premio Nacional de Poesía que convoca el Ministerio de Cultura de Colombia. 
Se ha desempeñado como Coordinador de Fomento a la lectura para Caja de Compensación familiar de Caldas Confa, Coordinador del Área de Literatura de la Secretaría de Cultura de Caldas, Director Cultural de La Feria del Libro de Manizales, Director del Taller Héroes Literarios en Caldas del Programa RELATA (Red Nacional de Talleres de Literatura del Ministerio de Cultura). Director del Club de Lectura del Banco de la República en Manizales y codirector de las colección de Poesía Tulia Bayer en Caldas. Dirigió por doce años la revista literaria Juegos Florales del Centro de Escritores de Manizales. Dirigió el programa literario Nuestros Maestros, entrevistas a escritores colombianos, para la Emisora Radio Cóndor de la Universidad Autónoma de Manizales.